# Aunus-expeditionen

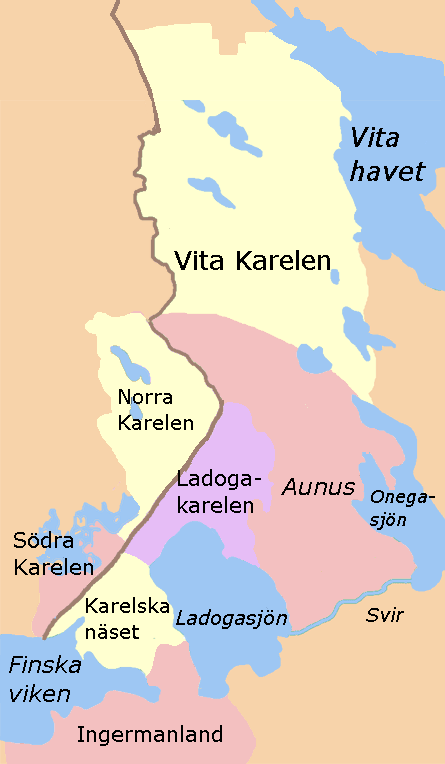
Aunusområdet i östra Karelen ligger mellan sjöarna Ladoga och Onega.

Aunus-expeditionen till Olonets-Karelen (finska: Aunus) i Östkarelen våren och försommaren 1919 var ett av de så kallade Frändefolkskrigen (finska heimosodat) som involverade det nyligen självständiga Finland och de närliggande regioner där Östersjöfinska språk talades. Expeditionen företogs av en frivillig kår på ca 3.000 man under befäl av jägareofficerare som Aarne Sihvo och Jussi Sihvo, Gunnar von Hertzen, Paavo Talvela m.fl. för att undsätta befolkningen i området, som sades ha gjort uppror mot bolsjevikerna.
Expeditionen utrustades med bistånd av privata understödsorganisationer (i bakgrunden stod vissa ekonomiska intressen; Aunus var en av Rysslands skogrikaste provinser) men såväl beväpning som den övriga utrustningen var högst bristfällig.
Aunus-expeditionen påminner mest om finska inbördeskriget. Mot sig hade de vita just röda styrkor som hade flytt över till Ryssland efter nederlaget. Även karelska och ryska fångar hade större chans att klara livhanken än tillfångatagna finska rödgardister.
Expeditionen resulterade i att Porajärvi ockuperades av Finland. I fredsförhandlingarna med Rådsrepubliken Ryssland 1920 var den finska positionen att området skulle anslutas till Finland men vid Fredsfördraget i Dorpat gav man upp sina anspråk på området i utbyte mot Petsamo.
Den karelska expeditionen var en liknande men mindre hjälpaktion av frivilliga trupper från Finland under 1921-1922 efter att Fredsfördraget i Dorpat ingåtts.  Den Karelska expeditionen (1921–1922) och Metsäsissit stred i vad som kom att kallas Kriget i Östkarelen.

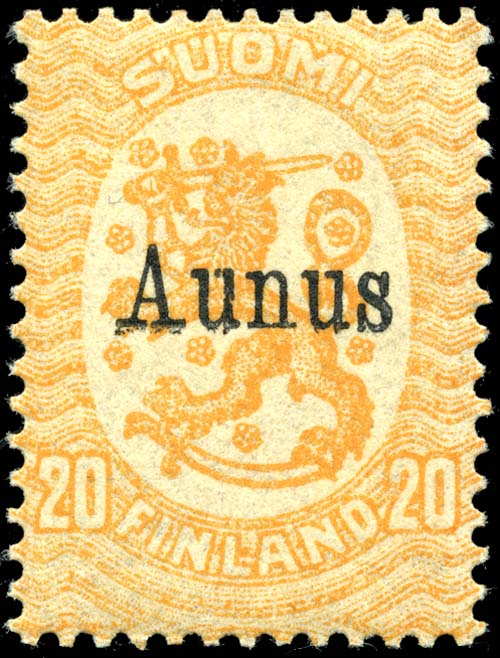
Frimärke från 1919.

## Politisk och strategisk bakgrund
Företagen hade ett politiskt och strategiskt mål; om sovjetväldet i Östkarelen kunde brytas fanns avsevärda möjligheter till ökad säkerhet för den nya finska staten; i ansvariga politiska och militära kretsar bedömdes att Finlands östgräns mot Sovjetunionen skulle vara omöjlig att försvara om man inte kunde skjuta fram gränsen till floden Svir vid Ladoga, Vita havet i norr och sjön Onega och därigenom åstadkomma en avsevärd gränsförkortning. Landområdena man därvid måste lägga under sig var glest befolkade av de med finnarna besläktade karelarna. De framtida riskerna med en dylik operation vad avser förhållandet till en stabiliserad Sovjetunion ansågs betydande.